# Vilis Krištopans
Vilis Krištopans (13 giugno 1954) è un politico lettone.
È nato in Russia, nell'Oblast' di Omsk.
stato Primo ministro della Lettonia dal novembre 1998 al luglio 1999.
Fino al 1999 è stato rappresentante del partito Via Lettone, mentre nel 2002 è ritornato ad essere membro del Parlamento schierandosi con l'Unione dei Verdi e degli Agricoltori.